# Prosthechea greenwoodiana
Prosthechea greenwoodiana är en orkidéart som först beskrevs av Aguirre-olav., och fick sitt nu gällande namn av Wesley Ervin Higgins. Prosthechea greenwoodiana ingår i släktet Prosthechea och familjen orkidéer. Inga underarter finns listade i Catalogue of Life.